# Thrace (province romaine)
Pour les articles homonymes, voir Thrace (homonymie).
 (avril 2012).
Si vous disposez d'ouvrages ou d'articles de référence ou si vous connaissez des sites web de qualité traitant du thème abordé ici, merci de compléter l'article en donnant les références utiles à sa vérifiabilité et en les liant à la section « Notes et références ».
La Thrace (en grec ancien Θρᾴκη / Thrákê, latin : Thracia ou Threcia) fut une province de l'Empire romain dont les frontières correspondaient, approximativement, à la Thrace géographique.

## Histoire
La province romaine de Thrace fut créée en l'an 46, par l'empereur Claude, après l'annexion des derniers royaumes thraces.
À la suite des réformes administratives de Dioclétien à la fin du IIIe siècle, la Thrace géographique fut divisée en quatre petites provinces (Thrace, Hémimont (Haemimontus), Rhodopes et Europa) appartenant au diocèse de Thrace (Thraciae), lui-même appartenant à la préfecture d'Orient. Sous le Duumvirat (286-293) puis la Tétrarchie (293-324), elle fut placée sous l'autorité de l'Auguste chargé de l'Orient. Lors de la division définitive de l'Empire romain, en 395, le diocèse de Thrace fut inclus dans l'Empire romain d'Orient.
Face à la menace bulgare, un thème de Thrace fut établi.
- Liste des gouverneurs de la province romaine de Thrace (de) (61-250)

Cartes de la Thrace romaine
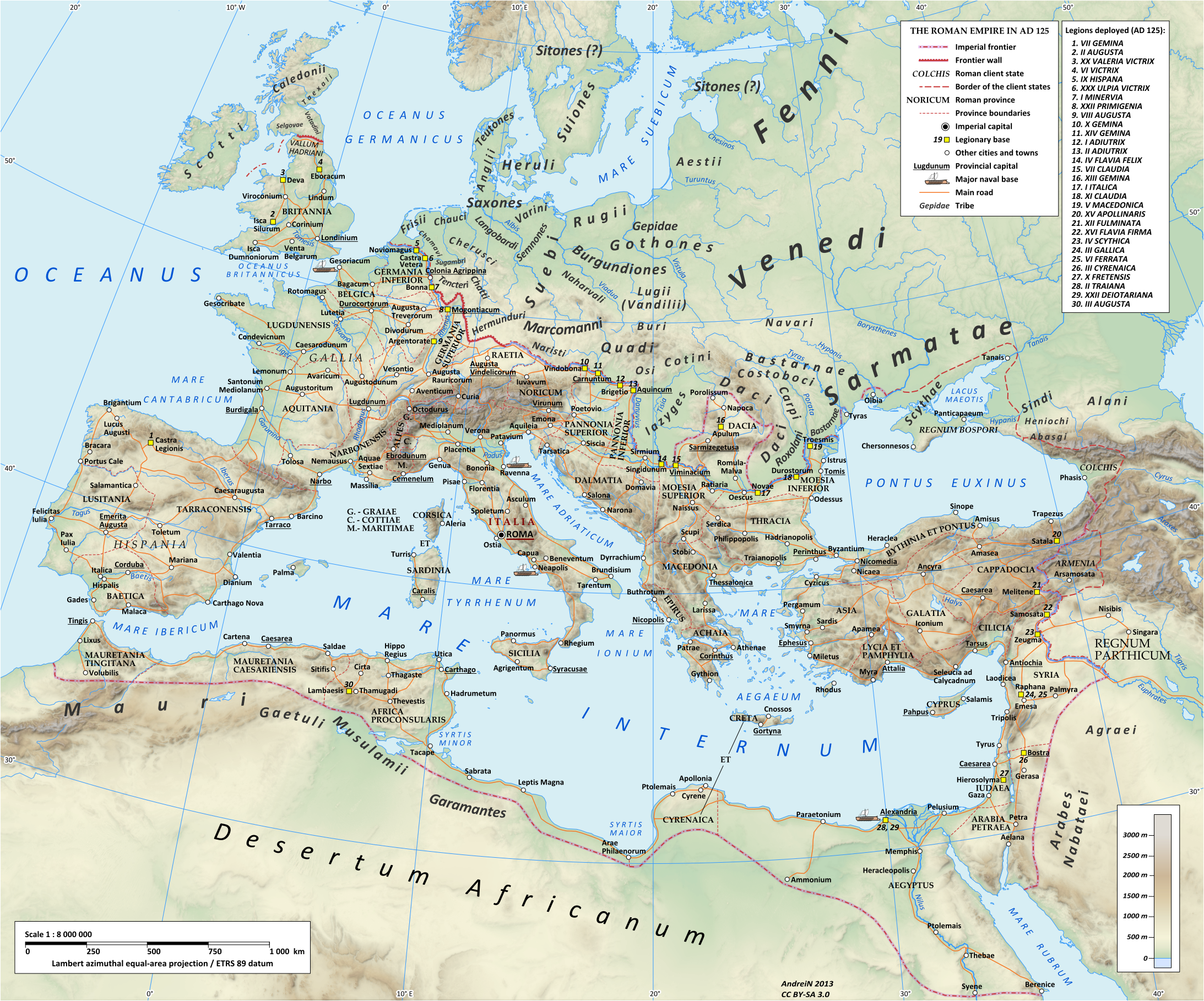
L'Empire et la province de Thrace en 125 ap. J.-C.
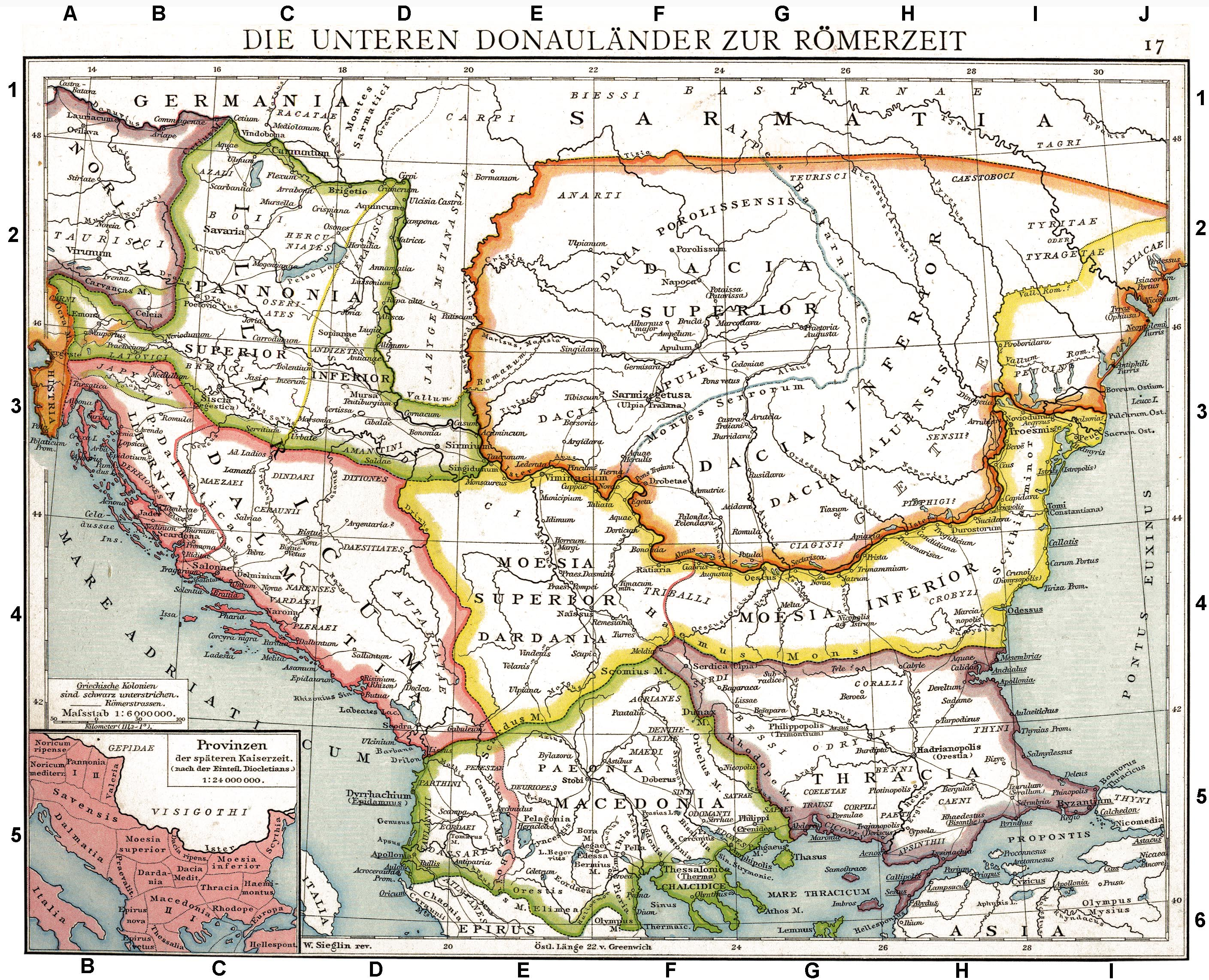
La Thrace romaine à la fin du IIe siècle et au début du IIIe siècle
L'Empire et la province de Thrace en 305
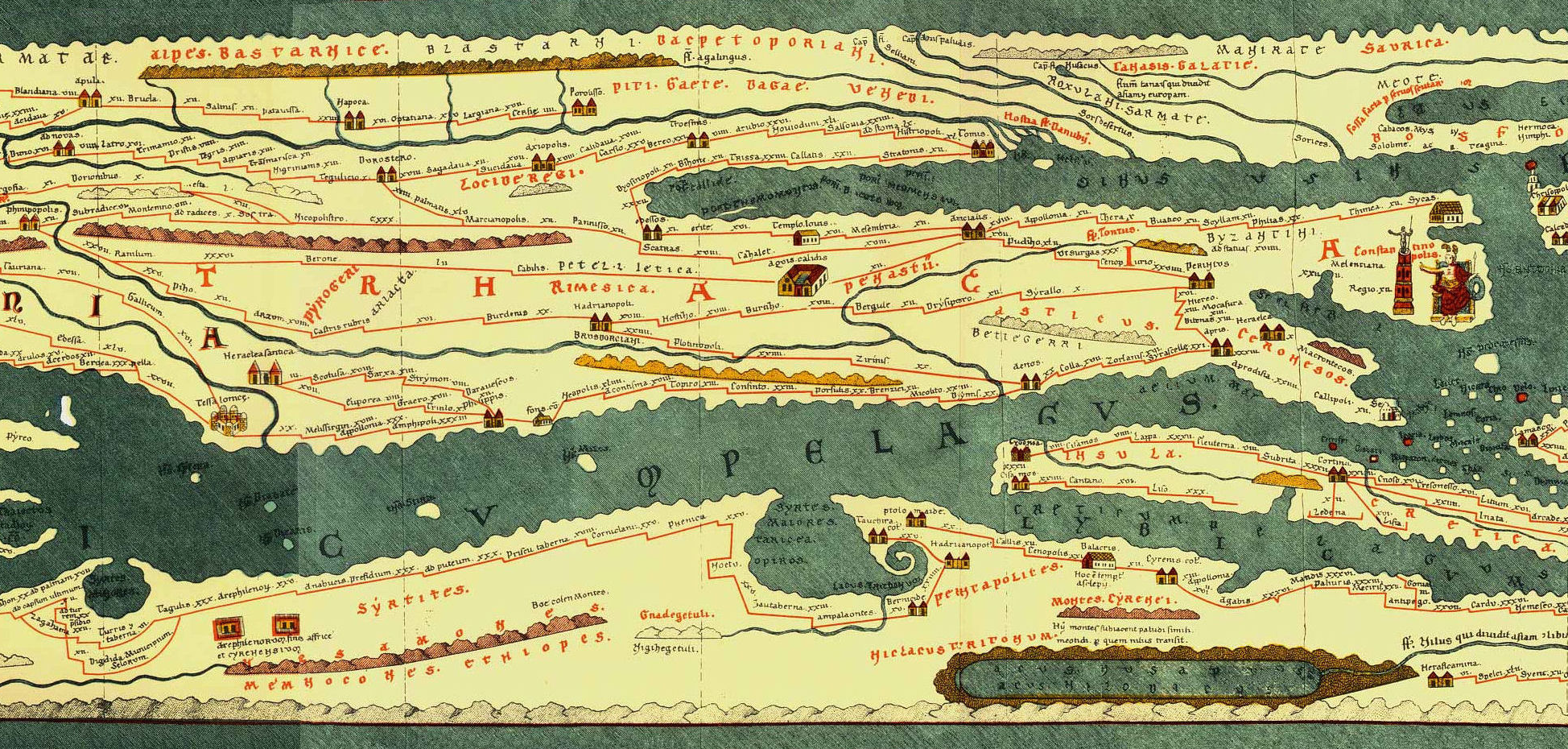
La Thrace romaine sur la table de Peutinger, fin du IVe siècle
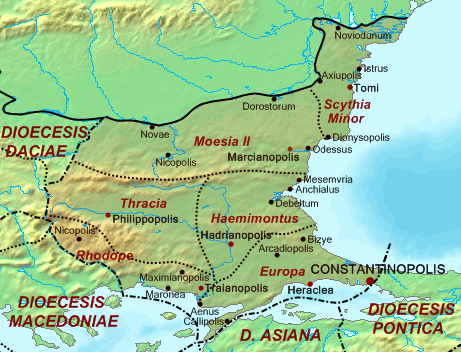
Le diocèse romain de Thrace en 400 ap. J-C